# Diakonessenhuis (Utrecht)
Het Diakonessenhuis is een Nederlands ziekenhuis in de provincie Utrecht. Het ziekenhuis heeft drie vestigingen; in Utrecht, Zeist en Doorn.

## Geschiedenis
Het Diakonessenhuis Utrecht is het oudste diaconessenhuis in Nederland. Het werd opgericht in 1844 toen hoogleraar Bernardus Franciscus Suerman de medische behandeling van de patiënten op zich nam. Daarnaast gaf hij de diaconessen les aan het bed. De diaconessen begonnen in een huurhuis aan de Springweg. Later werden de werkzaamheden verplaatst naar een groter pand aan de zuidelijke Oudegracht tussen de huidige Diaconessen- en Bijlhouwerstraat (dit stuk heette tussen 1890 en 1917 Achter de Twijnstraat). Rond 1930 ging het Diakonessenhuis verder aan de (latere) Bosboomstraat in Utrecht. In 2001 fuseerde het Diaconessenhuis met het Lorentz Ziekenhuis in Zeist, met een polikliniek Doorn.
In augustus 1997 is de laatste diacones uit het huis vertrokken. De oud-diaconessen hebben zich verenigd in de Diakonessenkring. Op de 1e Algemene Begraafplaats Soestbergen (vak 5) aan de Gansstraat en 3e Algemene Begraafplaats Tolsteeg aan de Opaalweg ligt een diaconessengraf voor de diaconessen van het Diakonessenhuis. Hier liggen verschillende diaconessen begraven.

## Trivia
- De diakonessen zijn verenigd in de Diakonessenkring, bestaande uit 26 diakonessen. In 2009 vierde de Diakonessenkring het 165ste jaarfeest[1]

## Fotogalerij

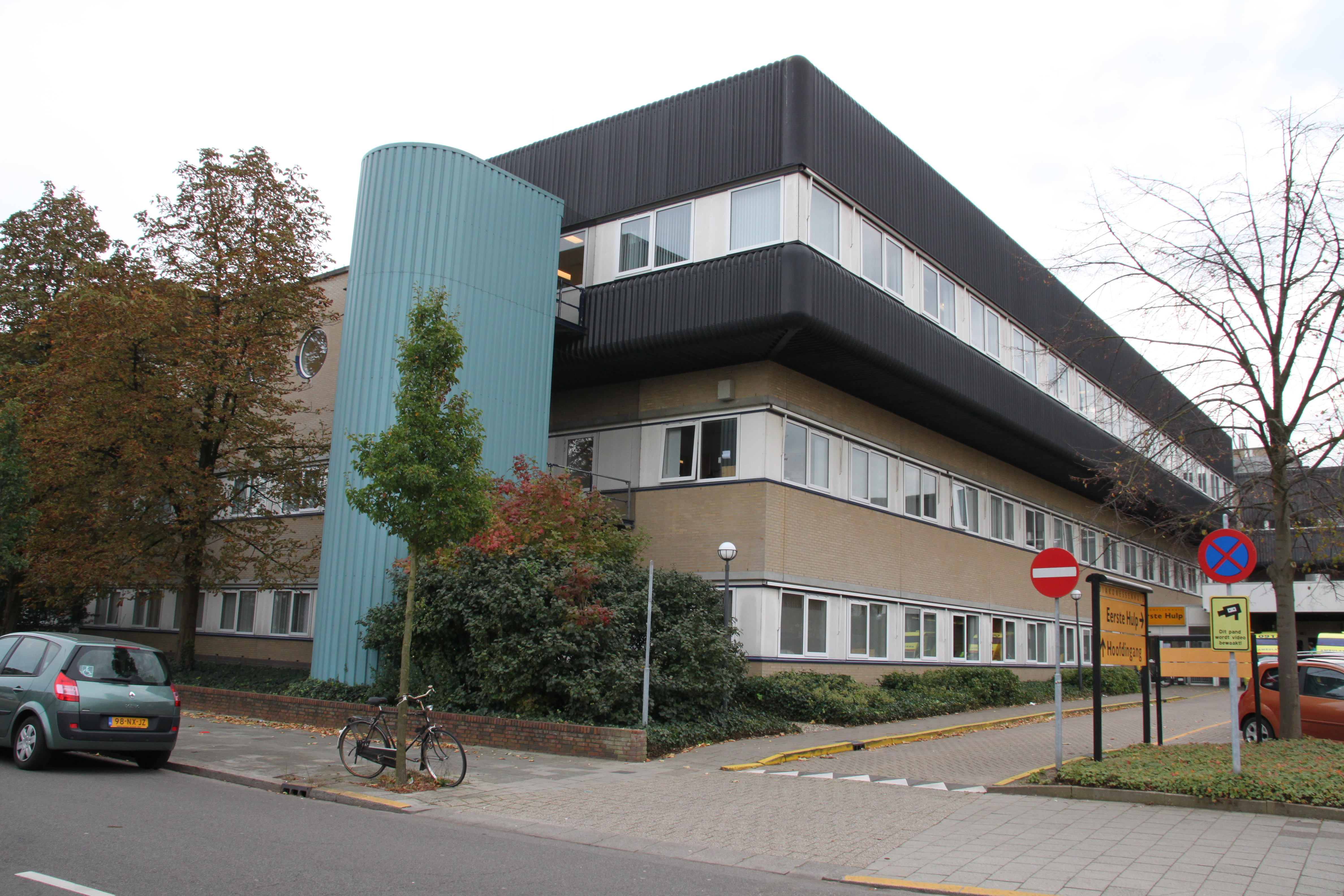
Diakonessenhuis aan de Bosboomstraat 1 te Utrecht
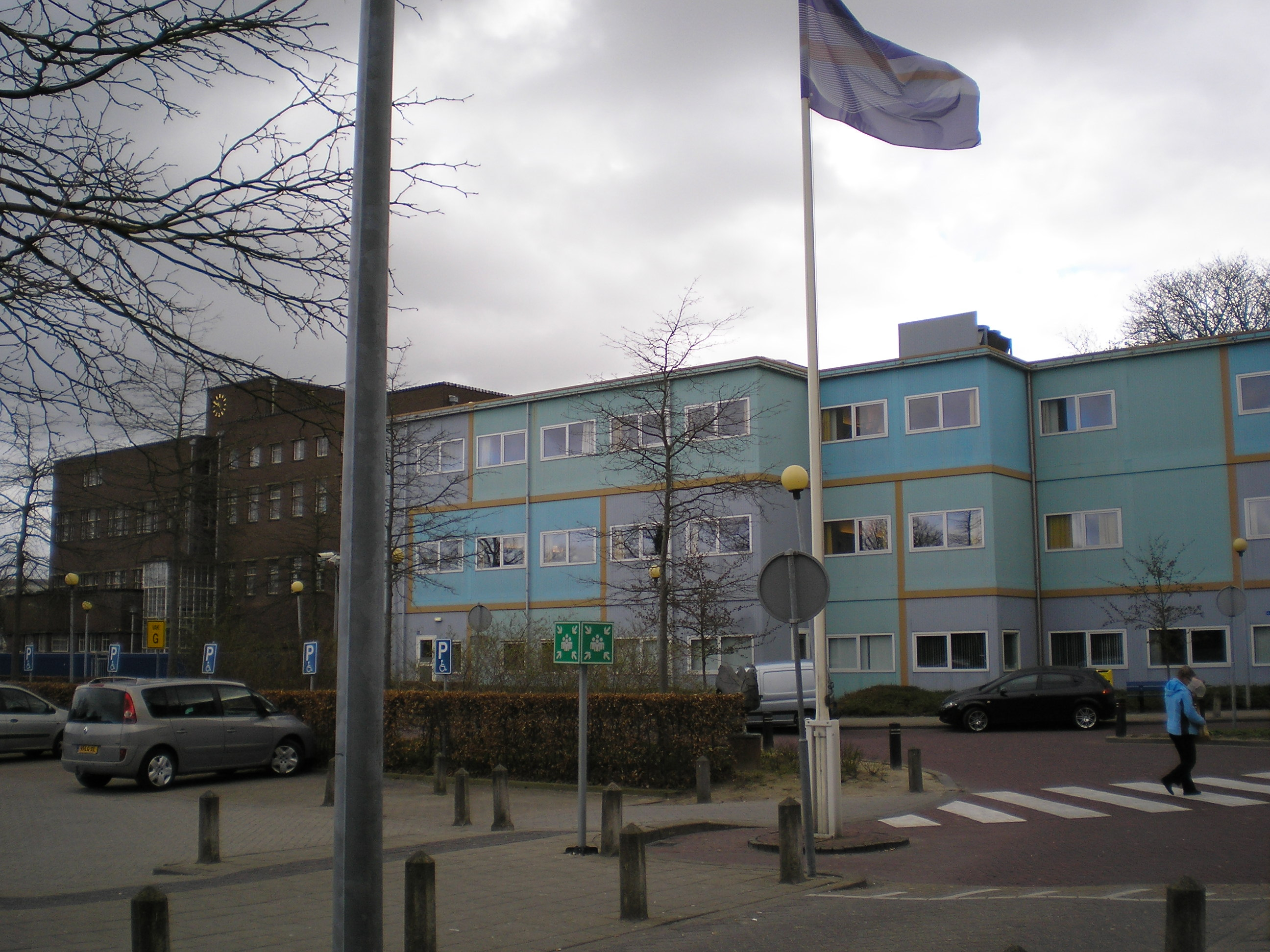
Zijvleugel van het Diakonessenhuis
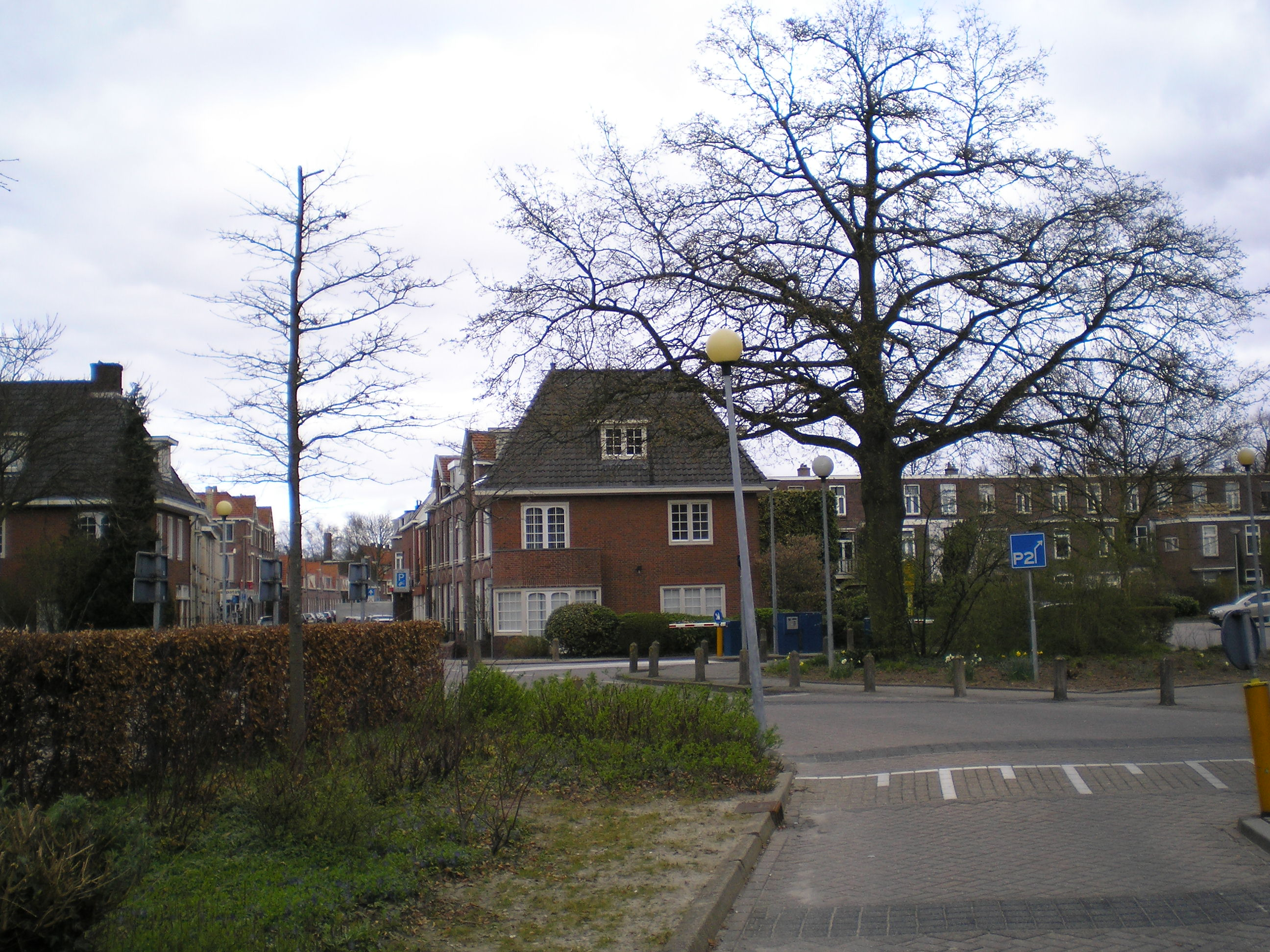
Zijuitgang Diakonessenhuis aan de Ferdinand Bolstraat met achteraan de Adriaen van Ostadelaan

Hedendaags:
Diakonessenhuis ·
Prinses Máxima Centrum  ·
St. Antonius Ziekenhuis (Utrecht) ·
Universitair Medisch Centrum Utrecht

Niet meer bestaand:
Academisch Ziekenhuis Utrecht ·
Amaliastichting ·
Catharijnegasthuis ·
Centraal Militair Hospitaal ·
Emmakliniek ·
Kraamkliniek Huize Ooievaar ·
Leeuwenbergh Gasthuis ·
Mesos Medisch Centrum ·
Ooglijdersgasthuis ·
Stads- en Academisch Ziekenhuis Utrecht ·
Sint Antonius Ziekenhuis (voormalig) ·
St. Joannes de Deo Ziekenhuis ·
Wilhelmina Kinderziekenhuis ·
Ziekenhuis Oudenrijn · 
Ziekenhuis Overvecht
- International Standard Name Identifier: 0000 0004 0631 9258